# Roberto Acuña
Roberto Miguel Acuña Cabello, paragvajski nogometaš argentinskega porekla, * 25. marec 1972, Avellaneda, Argentina.
Acuña je nekdanji dolgoletni član paragvajske nogometne reprezentance, s katero je nastopil na treh svetovnih prvenstvih.